# پیتزای کلمبوسی
پیتزای کلمبوسی (انگلیسی: Columbus-style pizza) یک سبک پیتزای منطقه ای آمریکایی است که با کلمبوس، اوهایو مرتبط است. شکل دایره ای، تکه‌هایی به شکل مستطیل کوتاه یا بلند، پوسته نازک، رویه‌های متراکم که سطح را می‌پوشاند، معمولاً پنیر پروولون و سس کمی شیرین دارد. این نوع پیتزا در اوایل دهه ۱۹۵۰ توسعه یافت.